# Rempnat
Rempnat é uma comuna francesa na região administrativa da Nova Aquitânia, no departamento de Alto Vienne. Estende-se por uma área de 20,91 km². Em 2010 a comuna tinha 153 habitantes (densidade: 7,3 hab./km²).